# Museo Policéntrico de Egas
El Museo Policéntrico de Egas, ubicado en Vergina, es uno de los museos de Grecia. Se trata de un museo que ha sido inaugurado en 2022 y comprende varios edificios.

## Secciones
Este museo está distribuido en varios edificios: el edificio principal, que se terminó de construir en 2016; el ya conocido Museo de las Tumbas Reales de Vergina; el Palacio de Egas y el teatro (estos 3 conjuntos se hallan aproximadamente a 1.5 km cada del siguiente); la necrópolis, donde destaca el conjunto funerario de los Teménidas; y la iglesia de Ayios Dimitrios. Además, este museo será la sede de un futuro museo digital que, con el título «Alejandro Magno, de Egas al mundo», está previsto que esté en marcha a finales de 2023.

## Colecciones
El edificio principal del museo contiene una colección de objetos procedentes de las excavaciones de la antigua ciudad de Egas, que fue capital del Reino de Macedonia. Entre ellos pueden destacarse elementos arquitectónicos de un sector del palacio y numerosas esculturas. Por otra parte, a través de una serie de objetos hallados, se expone la historia de la antigua ciudad y la importancia que adquirió. También alberga exposiciones temporales.
La forma en la que se exponen los hallazgos en el nuevo museo en las vitrinas ha sido elogiada por ser diferente a la de cualquier otro museo arqueológico griego, así como los textos que los acompañan explicándolos. Si bien en algunos casos muestran la tradicional información histórica sobre las piezas expuestas, en la mayoría de los casos la presentación de las piezas tiene un carácter más propio de una performance artística y los textos que las acompañan reflejan -mediante poemas clásicos- la concepción del mundo propios de la época de las piezas, sin aportar una explicación concreta a los restos expuestos.  

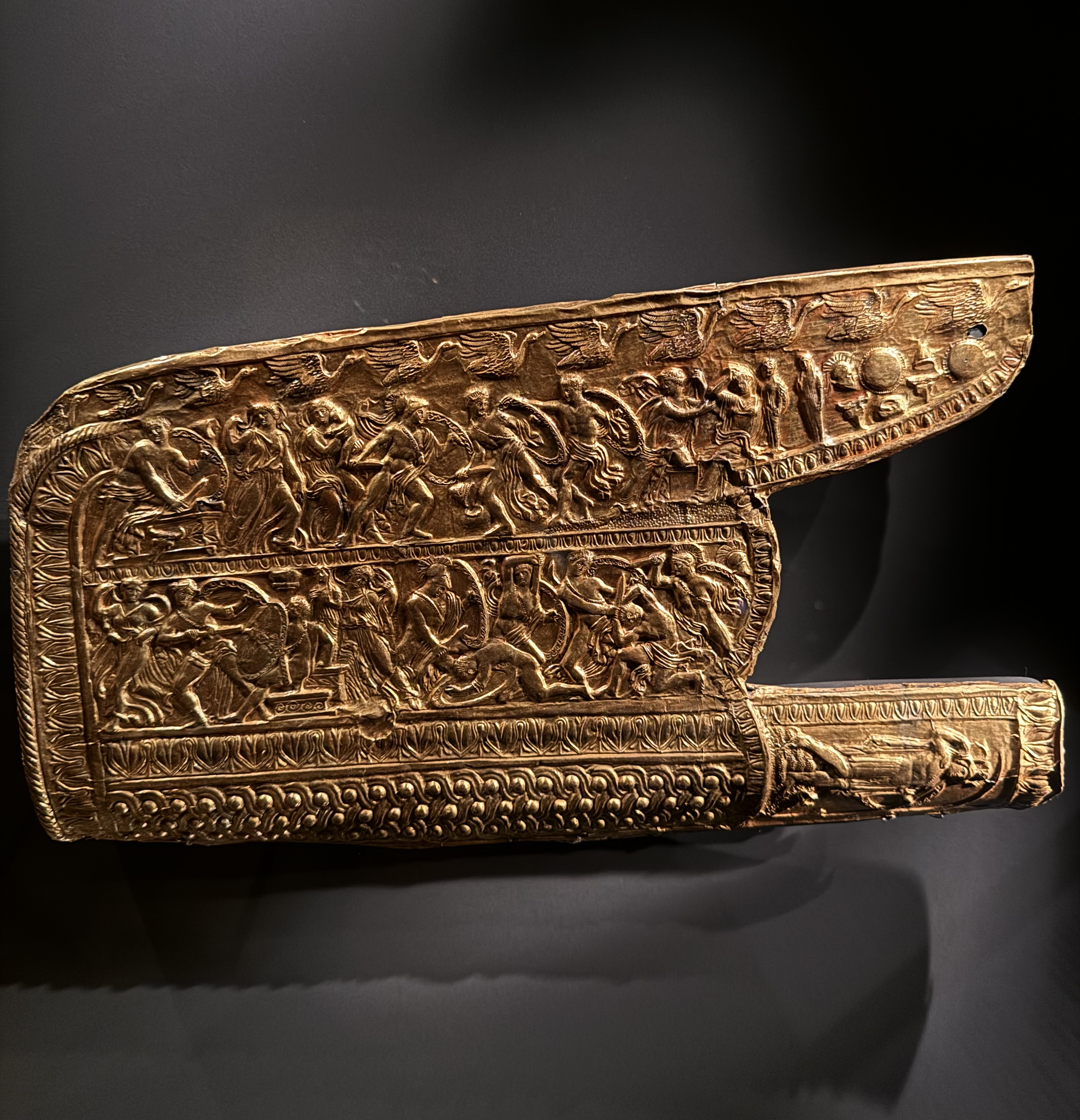
Carcaj de oro de la tumba II de Vergina
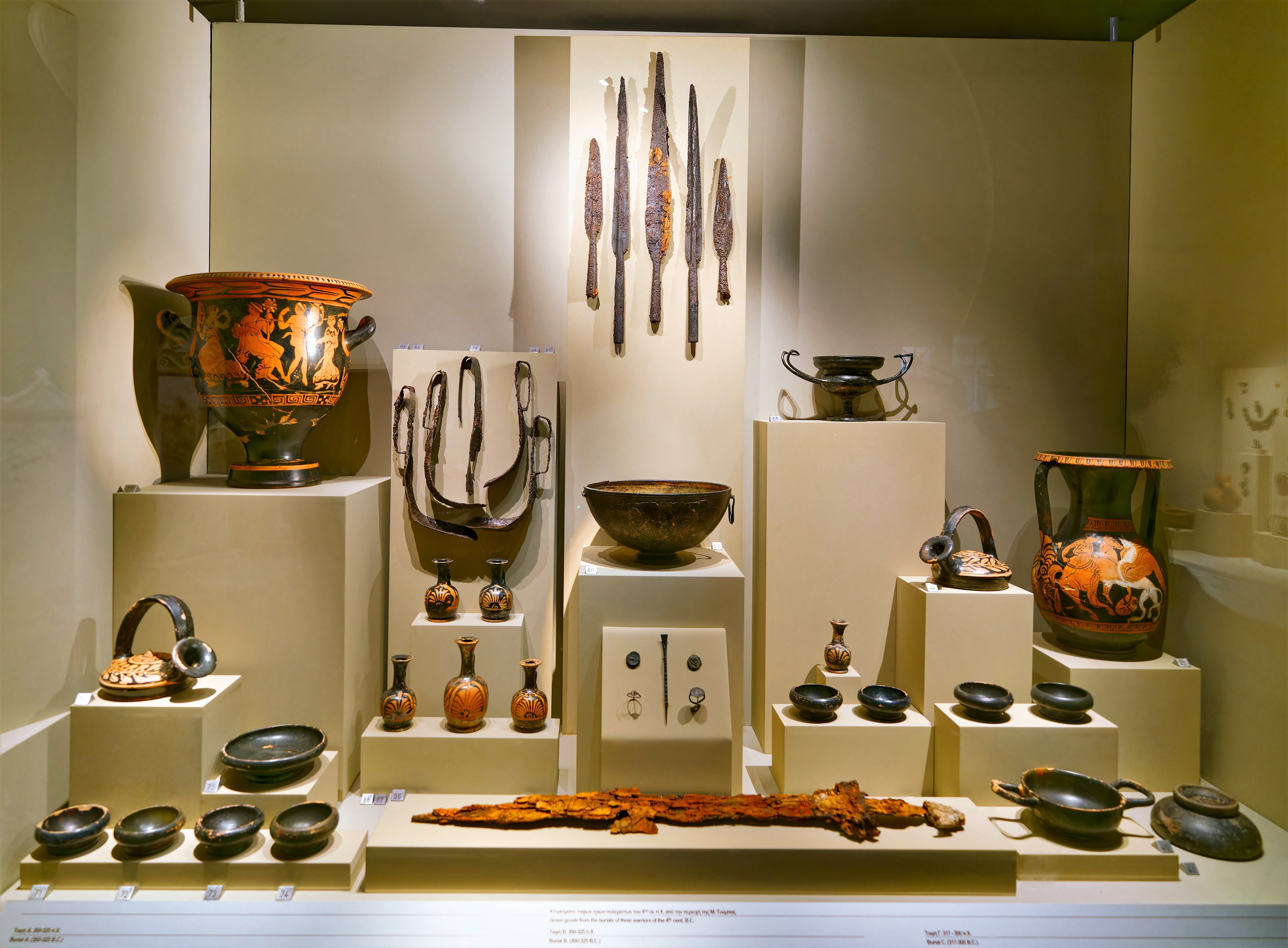
Uno de los sectores de la exposición
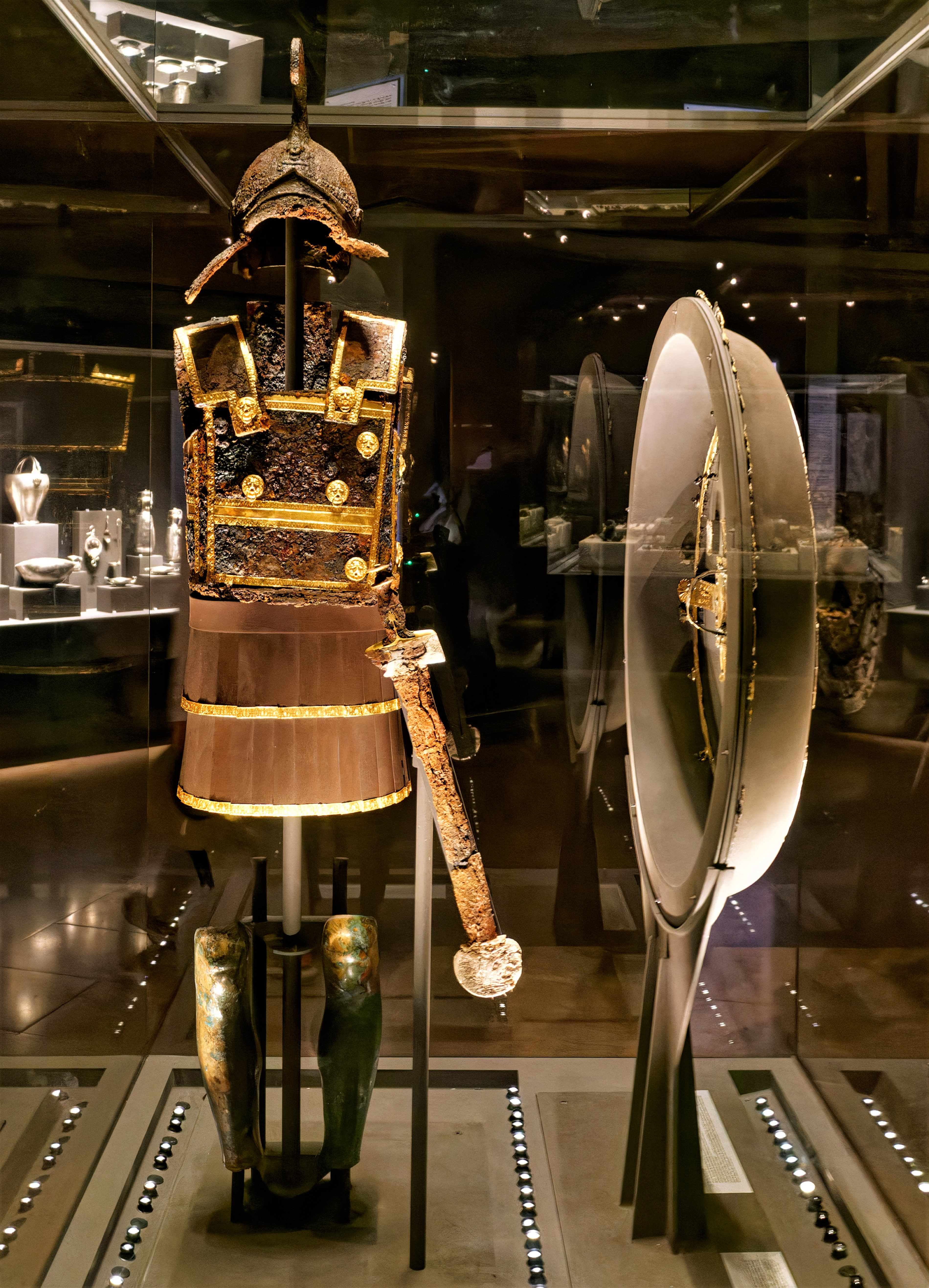
Armadura atribuida a Filipo II